# Dorfkirche Groß Bademeusel

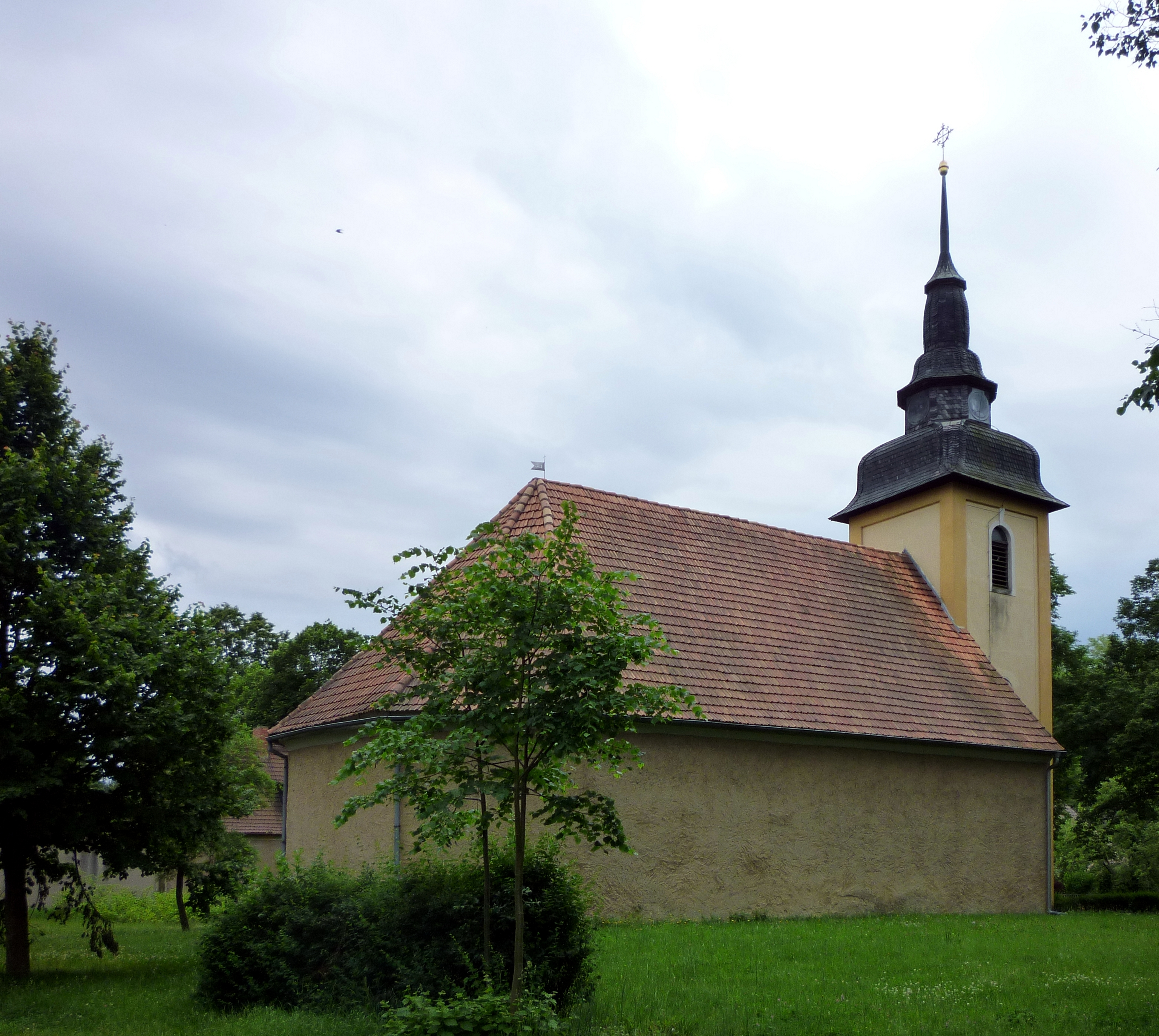
Dorfkirche Groß Bademeusel (2010)

Die Dorfkirche Groß Bademeusel ist das Kirchengebäude im Ortsteil Groß Bademeusel der Stadt Forst (Lausitz) im Landkreis Spree-Neiße in Brandenburg. Es gehört der Kirchengemeinde Groß Bademeusel im Kirchenkreis Cottbus, der Teil der Evangelischen Kirche Berlin-Brandenburg-schlesische Oberlausitz ist. Die Kirche steht unter Denkmalschutz.

## Architektur und Geschichte
Die Kirche befindet sich in der Ortsmitte von Groß Bademeusel auf dem Dorfanger. Sie wurde im 14. Jahrhundert gebaut und war ursprünglich ein mittelalterlicher Bau aus Feldstein mit einem dreiseitigen Altarraum. Die Nordseite der Kirche ist ungegliedert und hat keine Fenster. Ein ursprünglicher Eingang an der Nordseite wurde vermauert. Das Satteldach der Kirche ist zum Altarraum hin abgewalmt. Am Firstende ist ein Wetterhahn angebracht, der auf das Jahr 1883 datiert ist. Das Tragwerk des Daches ist als Kehlbalkendach mit liegendem Stuhl ausgeführt. Der Innenraum hat eine Nord- und eine Westempore sowie eine Balkendecke, die über der Westempore (Orgelempore) leicht erhöht ist. Der Boden ist mit Ziegeln und im Altarraum mit Fliesen gepflastert.
Im 17. Jahrhundert wurde an der Südseite eine Vorhalle angebaut. Die Kirche wurde später verputzt und zu Beginn des 19. Jahrhunderts (nach abweichenden Angaben 1883) wurde der leicht eingezogene Westturm aus Backstein angebaut. Der ursprünglich vor der Kirche stehende hölzerne Glockenturm wurde im Jahr 1803 durch einen Brand zerstört. Auf dem Turm befindet sich eine verschieferte Doppelhaube mit dem Baujahr des Turms als Inschrift. Des Weiteren wurden bei dem Umbau ab 1800 die Fenster an der Südwand vergrößert und erhielten dabei Segmentbögen. Gegen Ende des Zweiten Weltkriegs wurden der Ostschluss und die Turmhaube zerstört. Die Turmhaube wurde wiederhergestellt, die Wand des Altarraumes wurde notdürftig als Ziegelmauerwerk aufgebaut. In den 1960er und in den 1980er Jahren erfolgten Umbau und Sanierungsarbeiten an der Kirche.

## Ausstattung
Zur Ausstattung der Dorfkirche Groß Bademeusel gehört ein hölzerner Altaraufsatz aus dem 18. Jahrhundert. In der Predella befindet sich eine Abendmahlsdarstellung und darüber ein Altarbild in einem rundbogig geschlossenen Rahmen, das im Jahr 1960 von Peter Opitz aus Rochlitz angefertigt wurde. Die seitlichen Altarwangen sind nicht mehr vorhanden, zwei ursprünglich darauf befindliche Figuren des Mose und von Evangelist Johannes befinden sich heute an den Pfeilern der Nordempore. Der polygonale Kanzelkorb wurde im 17. Jahrhundert angefertigt. Der Opferstock im Eingangsbereich stammt vermutlich aus dem 13. Jahrhundert.
In der Kirche steht eine Orgel mit einem Pedal, einem Manual und sechs Registern aus der Zeit um 1820, die von dem Orgelbauer Johann Friedrich Gast d. Ä. gebaut wurde. Sie wurde in den 1980er Jahren aus der Dorfkirche Bomsdorf nach Groß Bademeusel gebracht. Das Gestühl stammt aus dem Jahr 1675.

## Kirchengemeinde
Zur Kirchengemeinde Groß Bademeusel gehören bzw. gehörten neben dem Kirchdorf Groß Bademeusel noch der Nachbarort Klein Bademeusel. Bis Ende des 18. Jahrhunderts wurde in der Kirche noch in sorbischer Sprache gepredigt, seitdem sind die Gottesdienste ausschließlich Deutsch.
Die Kirchengemeinde Groß Bademeusel war früher der Superintendentur in Forst bzw. dem Kirchenkreis Forst unterstellt. Dieser wurde nach 1937 in den Kirchenkreis Guben eingegliedert. Bis 1945 gehörte dieser zur Evangelischen Landeskirche der älteren Provinzen Preußens und nach deren Zerfall zur Evangelischen Kirche in Berlin-Brandenburg. Am 1. Juli 1998 wurde der Kirchenkreis Guben aus demografischen Gründen aufgelöst. Seitdem gehört die Kirchengemeinde Groß Bademeusel zum Kirchenkreis Cottbus, der seit 2004 zur Evangelischen Kirche Berlin-Brandenburg-schlesische Oberlausitz gehört. Seit dem 1. August 2001 sind die Kirchengemeinde Groß Bademeusel und die Kirchengemeinden Forst-Noßdorf und Groß Schacksdorf im Pfarrsprengel Noßdorf zusammengeschlossen. Am 1. Januar 2020 schlossen sich die Stadtkirchengemeinde Forst und die Pfarrsprengel Forst-Nord und Noßdorf zur Gesamtkirchengemeinde der Region Forst/Lausitz zusammen.